# Hexaquisicosaedro
El Hexaquisicosaedro, disdiaquistriacontaedro, icosaedro hexakis o triacontaedro disdiakis es uno de los sólidos de Catalan, cuyo dual es el icosidodecaedro truncado.
Los lados del triángulo que forman sus caras miden:
{\displaystyle Lado1=0,36284333*R;} 

{\displaystyle Lado2=0,54653305833*R} 

{\displaystyle Lado3=0,64085182*R}
Siendo R el radio de la esfera que lo inscribe.
Al igual que el Hexaquisoctaedro se considera de caras uniformes ya que una es la inversión de la otra.